# Полиция Словении
Поли́ция Слове́нии (словен. Policija) — правоохранительный орган Словении, подчинённый Министерству внутренних дел.
Численность сотрудников (на 2017 года) — 8204 человек.

## Задачи
Согласно статей 4-й Закона о полиции, в её задачи входит:
1. защита жизни, личной безопасности и собственности людей;
2. пресечение, выявление и расследование преступлений и правонарушений, выявление и задержание лиц, совершивших правонарушения, других разыскиваемых лиц и их доставку компетентным органам, сбор доказательств, а также расследование обстоятельств, имеющих отношение к определению поступлений, полученных в результате уголовных преступлений и проступков;
3. охрана общественного порядка;
4. контроль и регулирование движения по дорогам общего пользования и неклассифицированным дорогам, которые вводятся в эксплуатацию для общественного транспорта;
5. контроль и обеспечение охраны государственной границы;
6. выполнение задач, указанных в правилах, касающихся иностранцев;
7. защита определённых органов, учреждений и районов;
8. защита лиц, занимающих определённые государственные должности и их конфиденциальности, если законом не предусмотрено иное;
9. задачи в случае природных и других бедствий;
10. выполнение иных задач, указанных в этом и других законах и подзаконных актах.

## Система званий в полиции

### Рядовой –  и младший начальствующий состав
| Кандидат полиции      | Помшоник полиции   | Полицийски службеник IV | Полицийски службеник III | Полицийски службеник II | Полицийски службеник I |
| Kandidat za policista | Pomožnik policista | Policist IV             | Policist III             | Policist II             | Policist I             |
|                       |                    | безоквира               | безоквира                | безоквира               | безоквира              |

### Средний … , cтарший … и высший начальствующий состав
| Полицейский инспектор IV | Полицейский инспектор III | Полицейский инспектор II | Полицейский инспектор I | Полицейский надзорник IV | Полицейский надзорник III | Полицейский надзорник II | Полицейский надзорник I | Замесдитель генерального директора полиции | Генеральный директор полиции |
| Policijski inšpektor IV  | Policijski inšpektor III  | Policijski inspector II  | Policijski inspector I  | Policikjski savetnik IV  | Policikjski savetnik III  | Policikjski savetnik II  | Policikjski savetnik I  | Namestnik generalnega direktorja policije  | Generalni direktor policije  |
| безоквира                | безоквира                 | безоквира                | безоквира               | безоквира                | безоквира                 | безоквира                | безоквира               | безоквира                                  | безоквира                    |
| OΦ-1в                    | OΦ-1б                     | OΦ-1a                    | OΦ-2                    | OΦ-3                     | OΦ-4                      | OΦ-5б                    | OΦ-5a                   | OΦ-6                                       | OΦ-7                         |

## История
Полицейские службы на территории Словении появились 8 июня 1849 года: изначально эту функцию исполняла Императорская и королевская жандармерия Австро-Венгрии. Позже обязанности полиции исполняла жандармерия Королевства Югославия, а затем и милиция СФРЮ.
Нынешние полицейские силы созданы в 1989—1992 годах на базе югославской милиции.

## Галерея
- Opel Astra
- Škoda Octavia
- Шеврон уголовной полиции Слове́нии.
- Шеврон полиции Слове́нии